# Зелёный лесной удод
Зелёный лесно́й удо́д (лат. Phoeniculus purpureus) — вид птиц из семейства древесных удодов.

## Описание
Довольно крупный представитель семейства, длина тела — 34—42 см, вес — 54—99 г. Оперение тёмное, блестящее с сильным сине-зеленым отливом. Хвост длинный, ступенчатый с белыми предвершинными пятнами на рулевых перьях. Ноги короткие, красные. Клюв длинный и загнутый, красный у взрослых птиц и тёмный у молодых. У самцов клюв на 35 % длиннее и тяжелее, чем у самок. Голос — частое стрекотание или хохот — как-ка-ка-ка-какакака-а-а-а.

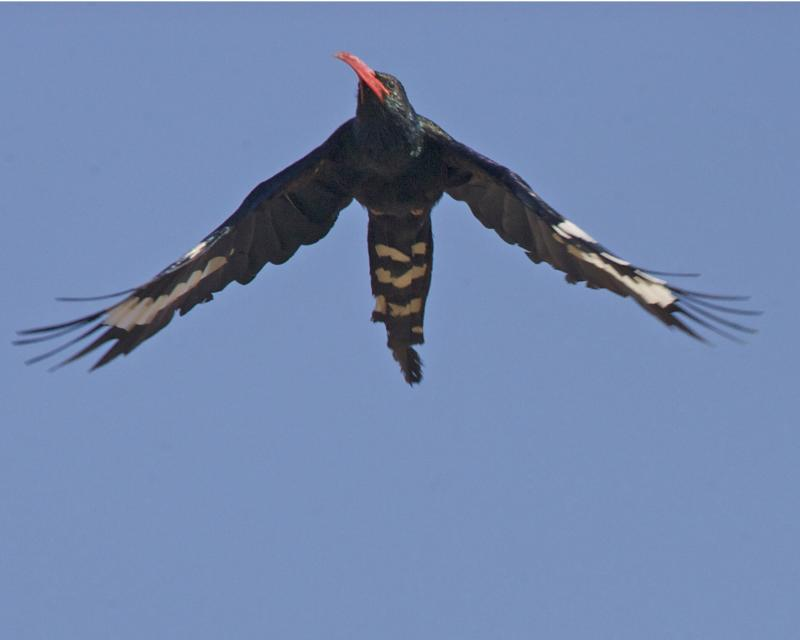
Зелёный лесной удод в полёте

## Распространение
Самый распространенный и многочисленный вид древесных удодов. Населяет саванны и сухие и разреженные леса Африки южнее Сахары. Встречается как на равнинах, так и в горах до 2800 м над уровнем моря.

## Классификация
В составе вида выделяют 6 подвидов.
- P. p. purpureus (J.F. Miller, 1784). Юго-Восток ЮАР
- P. p. guineensis (Reichenow, 1902). Северный Сенегал, Мали, на восток до Северной Ганы.
- P. p. senegalensis (Vieillot, 1822). Южный Сенегал, на восток до Ганы.
- P. p. niloticus (Neumann, 1903). От Северо-Восточного Заира до Судана и Западной Эфиопии.
- P. p. marwitzi (Reichenow, 1906). Юг Сомали, Кения, Уганда.
- P. p. angolensis (Reichenow, 1902). Восточная Ангола и восточная Намибия.

## Питание

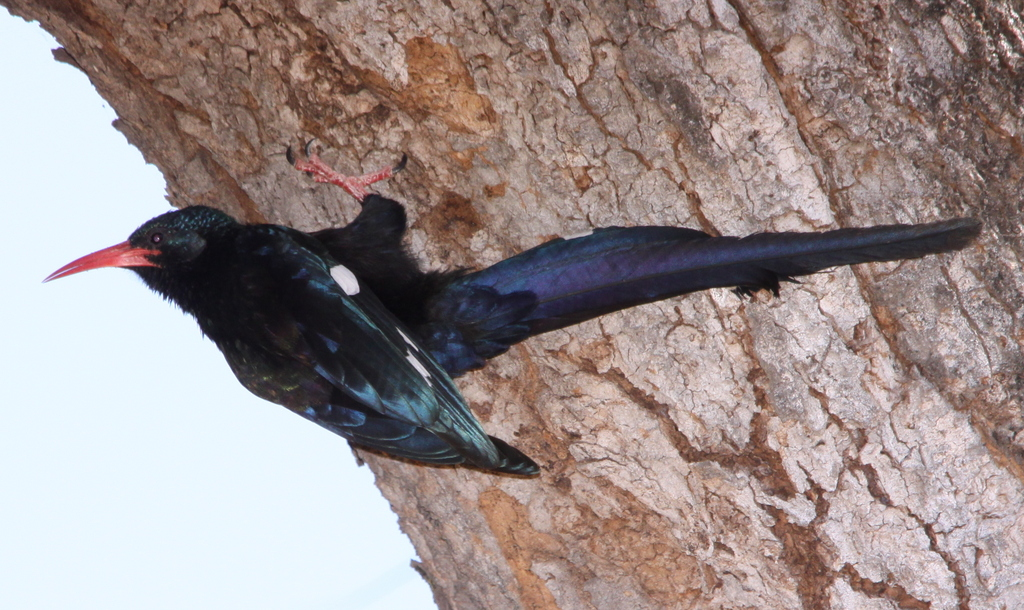
Зелёный лесной удод на стволе дерева

Преимущественно насекомоядная птица, кормится на земле, термитниках, опираясь на хвост, обследует стволы деревьев в поисках беспозвоночных (гусениц, личинок жуков, пауков). Иногда ловят насекомых в воздухе. Кроме насекомых питаются фруктами, ягодами, семенами, нектаром растений, а также мелкими позвоночными — различными ящерицами и лягушками. Общественные птицы, держатся небольшими стаями — семейными группами по 4-15 птиц.

## Размножение

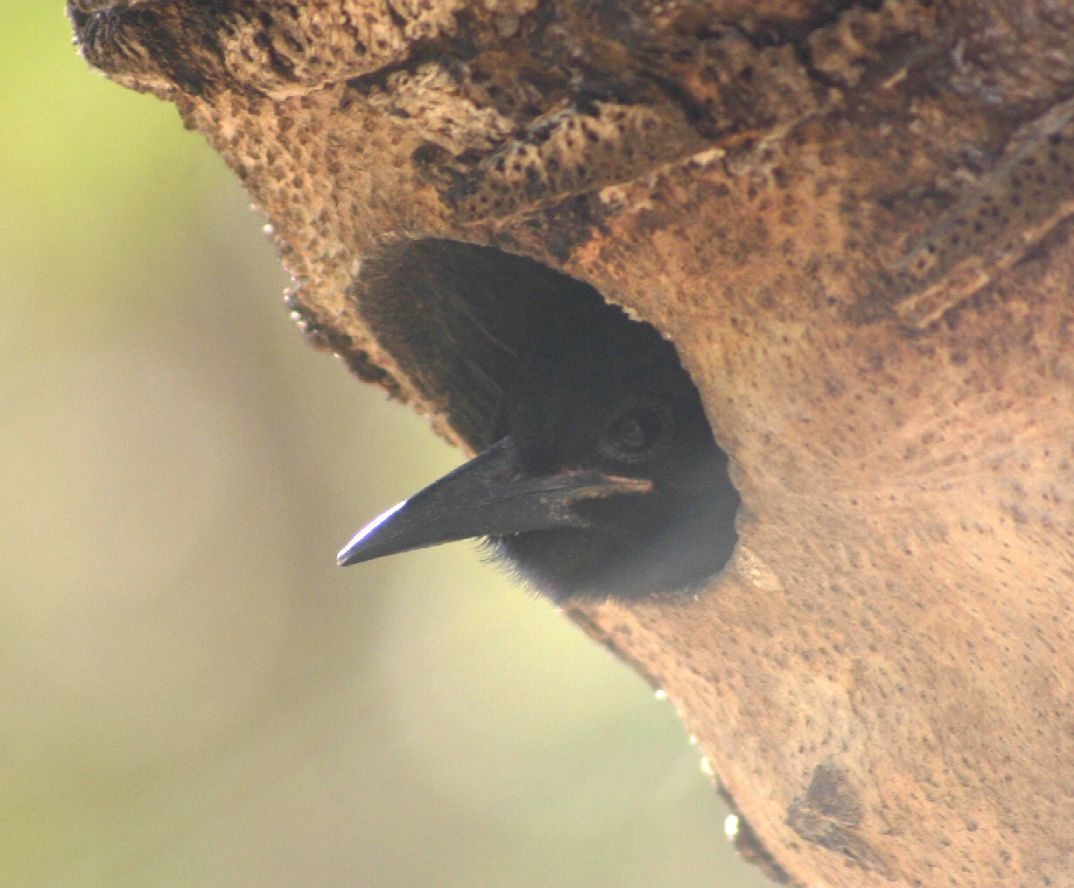
Птенец зелёного лесного удода, выглядывающий из дупла в парке Йоханнесбурга

Размножение несколько раз в году, обычно до или после сезона дождей. Гнездится в дуплах или полудуплах, в кладке 3—5 голубых яиц, инкубация 17—18 дней, насиживает только самка, выкармливание — 28—30 дней. Птенцов кормит самка, однако, корм приносят самец и многочисленные помощники — неразмножающиеся самки. После вылета из гнезда родители докармливают птенцов ещё 2—3 месяца.
Зелёный лесной удод — объект гнездового паразитизма большого медоуказчика. В его гнёздах были обнаружены и яйца африканской хохлатой кукушки, обычно паразитирующей на дроздовых тимелиях.